# 黄花稔生针壳炱
黄花稔生针壳炱（学名：Irenopsis sidicola）是属于小煤炱目小煤炱科针壳炱属的一种真菌，寄生在锦葵科植物上。该种分布于中国、圭亚那。